# Kurtzenhouse
Kurtzenhouse es una localidad y comuna francesa, situada en el departamento de Bajo Rin en la región de Alsacia.
Hasta el 10 de enero de 1955, la comuna se llamó Kurtzenhausen.

## Demografía
| 714 | 723 | 758 | 877 | 894 | 884 |
| Para los censos de 1962 a 1999 la población legal corresponde a la población sin duplicidades (Fuente: INSEE [Consultar]) |     |     |     |     |     |

(Población sans doubles comptes según la metodología del INSEE).